# Krój
Krój – dodatkowy element roboczy pługa montowany przed korpusem płużnym, służący do pionowego odcinania skiby od calizny, a tym samym ułatwienia pracy odkładnicy poprzez odciążenie jej krawędzi tnącej. Stosuje się go przy zaorywaniu gleb zadarnionych.

## Rodzaje kroi
- nożowe – montowane do ramy, stosowane w pługach do bardzo głębokich orek, krój nożowy pracuje głębiej niż krój tarczowy, może być ustawiany względem ramy pod różnymi kątami[2]
- tarczowe – montowane do ramy, stosowane w pługach do średnich i głębokich orek, krój tarczowy umieszczany jest najczęściej tylko przed ostatnim korpusem albo rzadziej przed każdym korpusem pługa wieloskibowego, tarcza mocowana jest obrotowo w widełkach na trzonku i może obracać się o 10–15°[2]
  - dodatkowym elementem kroju tarczowego może być ścinacz naroży skib zastępujący przedpłużek, ścinacz ma powierzchnię cylindryczną lub cylindroidalną, przymocowany jest do widełek kroju od strony ścianki bruzdowej[2]
- płozowe – montowane do płozu